# Arto Laatikainen
Arto Laatikainen (ur. 24 maja 1980 w Espoo) – fiński hokeista, reprezentant Finlandii.

## Kariera
- Kiekko-Espoo U16 (1995-1996)
- Kiekko-Espoo U18 (1996-1997)
- Kiekko-Espoo U20 (1996-1998)
- Blues U20 (1998/1999)
- Blues (1998-2008)
  -  KJT (2000/2001)
- Färjestad BK (2008-2010)
- Södertälje SK (2010-2011)
- JYP (2011-2012)
- Blues (2012-2014)
  -  HCK (2012)
- TPS (2014)
- Kärpät (2014-2016)
- Ilves (2016-2018)
- HPK (2018-2020)
- Kiekko-Espoo (2020-2021)
- HPK (2021-)

Wychowanek klubu EJK w rodzinnym Espoo. Początkowo rozwijał karierę w zespołach juniorskich klubu Kiekko-Espoo, po czym trafił do Espoo Blues, gdzie grał przez dziesięć sezonów w zespole seniorskim w rozgrywkach SM-liiga. Od 2008 przez trzy lata grał w szwedzkich rozgrywkach Elitserien, przez dwa lata w drużynie Färjestad BK i rok w Södertälje SK. Od maja 2011 był zawodnikiem JYP, a od maja 2012 przez dwa lata ponownie grał w Blues. We wrześniu 2014 przeszedł do TPS, a miesiąc potem został przetransferowany do Kärpät, gdzie spędził dwa lata. Następnie, w kwietniu 2016 został graczem Ilves. Stamtąd, po dwóch latach, w lipcu 2018 przeszedł do HPK. W sierpniu 2020 ponownie trafił do macierzystego Kiekko-Espoo. W styczniu 2021 wrócił do HPK
Uczestniczył w turniejach mistrzostw świata do lat 17 edycji 1997, mistrzostw Europy juniorów do lat 18 edycji 1998, mistrzostw świata juniorów do lat 20 edycji 1999, 2000. W sezonach 2006/2007 i 2007/2008 występował w barwach seniorskiej reprezentacji Finlandii w turniejach Euro Hockey Tour.
W trakcie kariery zyskał przydomek Lada.

## Sukcesy
Reprezentacyjne
- Srebrny medal mistrzostw Europy juniorów do lat 18: 1998

Klubowe
- Srebrny medal mistrzostw Finlandii: 2008 z Blues
- Złoty medal mistrzostw Szwecji: 2009 z Färjestad BK
- Złoty medal mistrzostw Finlandii: 2012 z JYP, 2015 z Kärpät, 2019 z HPK
- Brązowy medal mistrzostw Finlandii: 2016 z Kärpät
- Finał Hokejowej Ligi Mistrzów: 2016 z Kärpät

Indywidualne
- SM-liiga (2007/2008):
  - Piąte miejsce w klasyfikacji asystentów w fazie play-off: 9 asyst[7]
  - Trofeum Pekki Rautakallio - najlepszy obrońca sezonu
  - Skład gwiazd sezonu
- Liiga (2014/2015):
  - Pierwsze miejsce w klasyfikacji asystentów w fazie play-off: 17 asyst[8]
  - Piątte miejsce w klasyfikacji kanadyjskiej w fazie play-off: 17 punktów[9]
  - Trofeum Raimo Kilpiö - najuczciwszy zawodnik sezonu